# Thimmamma Marrimanu

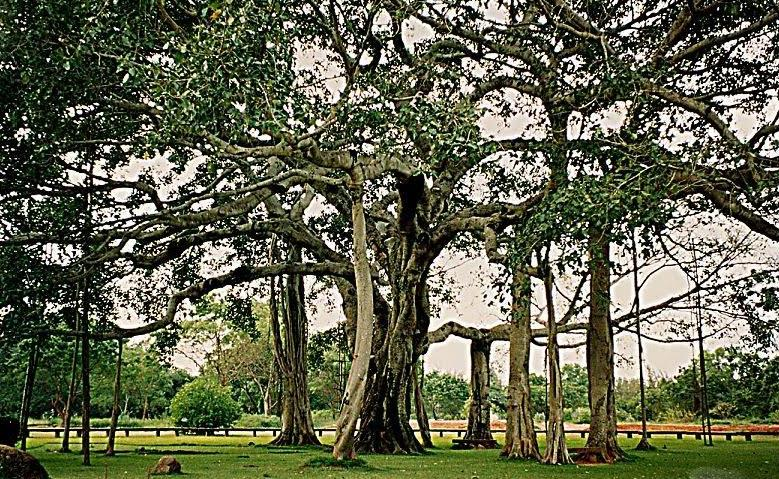
Thimmamma Marrimanu

Der Thimmamma Marrimanu ist eine sehr alte Banyan-Feige (Ficus benghalensis) in Anantapur im indischen Bundesstaat Andhra Pradesh. Sie ist rund 550 Jahre alt und das Kronendach bedeckt eine Fläche von 19107 m². Das Guinness-Buch der Rekorde listet die Feige als Baum mit der höchsten bedeckten Fläche weltweit.  Es ist die fünftgrößte Banyan-Feige weltweit mit einer Netto-Fläche von 12267 m² und einem Kronendurchmesser von 154 m. Laut einer beim Baum angebrachten Infotafel bedeckt der Baum mehr als 2,5 Hektar, Messungen ergeben aber eine Gesamtfläche von 20190 m². 
Wie bei allen Banyan-Feigen entspringen den Seitenästen Luftwurzeln, die sich bei Bodenkontakt verdicken und stammähnlich die Krone stützen. Dadurch wird die enorme Flächenausdehnung ermöglicht.
Der Name bedeutet Thimmammas Banyan-Feige. Thimmamma war einer Legende zufolge eine Telugu-Frau, die 1433 Sati, einen rituellen Selbstmord, vollzog, indem sie sich selbst auf dem Scheiterhaufen ihres toten Ehemannes verbrannte.
Der Baum hat eine gewisse religiöse Bedeutung für verschiedene Religionen wie Hinduismus, Buddhismus, Jainismus und Sikhismus. Während des Shivaratri-Festes kommen Tausende Besucher zum Thimmamma Marrimanu. Kinderlose Paare sollen durch Thimmamma bald mit Nachwuchs gesegnet werden.